# The Passion (Nederland)

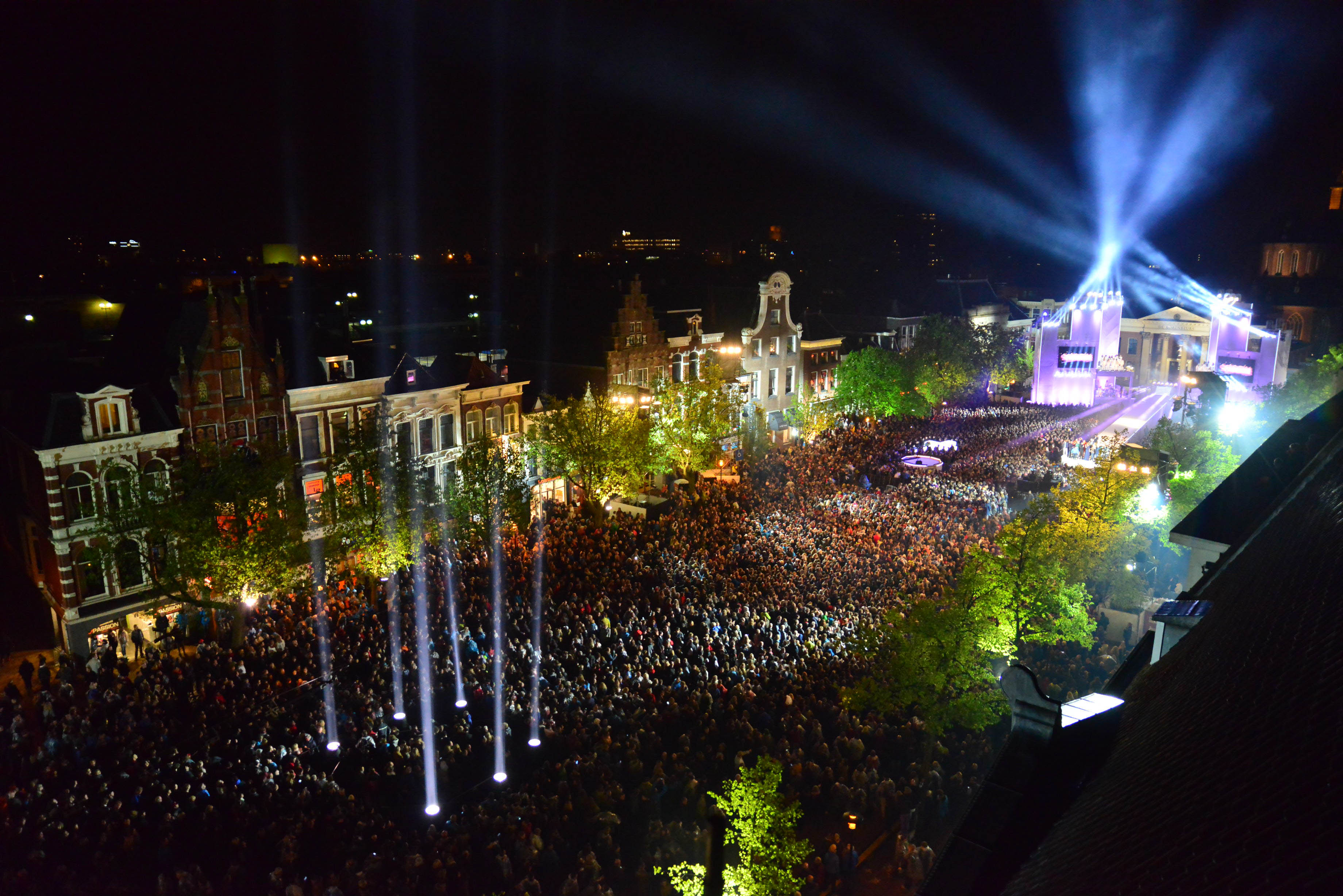
Podium en mensenmassa in Groningen bij de editie van 2014

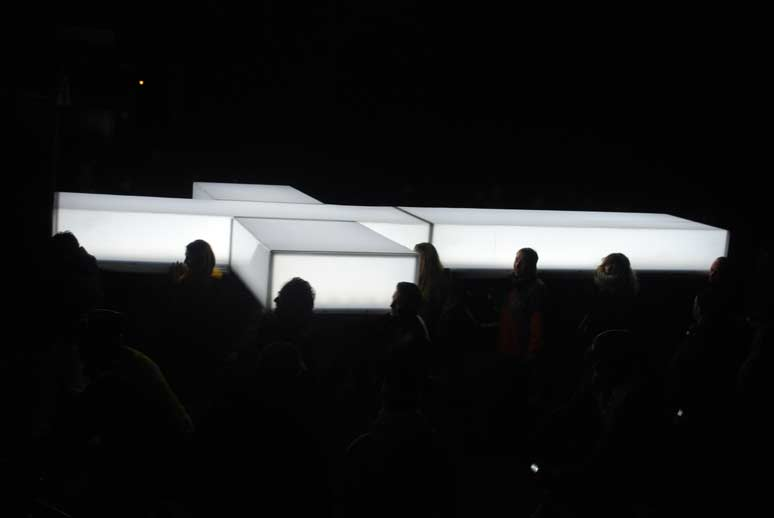
Dragen van het kruis in Den Haag bij de editie van 2013

The Passion (De passie) is een Nederlands muzikaal-Bijbels evenement over het lijden en sterven van Jezus Christus, dat sinds 2011 jaarlijks op Witte Donderdag wordt gehouden, telkens in een andere Nederlandse stad. Het evenement wordt rechtstreeks op televisie en radio uitgezonden.
Het televisie-evenement begon als een samenwerkingsproject van onder meer de omroepen EO en RKK, diverse non-profitorganisaties, kerken en de plaatselijke stadsgemeente. Vanaf 2016 trad de fusieomroep KRO-NCRV aan als partner, nadat de RKK was opgehouden te bestaan. De samenwerkende organisaties zagen in het evenement een missionaire kans om aandacht te besteden aan Pasen. Voor de plaatselijke gemeente is het tv-evenement vooral een manier van stadspromotie. De betrokkenheid van de EO duurde tot en met 2020. Sinds 2021 is KRO-NCRV de enige omroep die het televisie-evenement uitzendt, in samenwerking met de Protestantse Kerk in Nederland (PKN) en het Kansfonds, en vanaf de editie van 2023 ook met het Bartiméus Fonds.
De eerste editie werd uitgezonden op Nederland 3, maar vanwege de populariteit werd het evenement daarna verplaatst naar Nederland 1. Sinds 2015 wordt er tevens audiodescriptie verzorgd op NPO Radio 2. Ook wordt er sinds 2019 een versie uitgezonden met gebarentolk op NPO 1 Extra.

## Geschiedenis

### Oorsprong
Het evenement en televisieprogramma The Passion is geïnspireerd op een lokaal evenement in Manchester in 2006, de Manchester Passion. De eerste editie van The Passion was een 'gedurfd' televisieformat, met politieke en maatschappelijke referenties. Zo refereerden de oranje overalls aan gevangenen in gevangenenkamp Guantanamo Bay. Het format is in de loop der jaren verder ontwikkeld waarbij de scenes en dialogen werden uitgebreid.  

### The Passion in Nederland
Jacco Doornbos, directeur van het productiebedrijf Mediawater, ontwikkelde The Passion als televisieformat. Het concept bestaat uit drie onderdelen. De basis is een muzikale live vertelling op een groot podium midden in een stad of dorp, uitgevoerd in 'Passion white'. Een jaarlijks wisselende verteller vertelt het verhaal van de laatste dagen van het leven van Jezus met verwijzingen naar de actualiteit. Bekende acteurs en zangers spelen en zingen in scenes die zich afspelen in de stad en op het podium de iconische gebeurtenissen uit het Bijbelse verhaal, daarbij gebruikmakend van covers van bekende Nederlandstalige popnummers en bekende vertaalde buitenlandse popsongs. Daarnaast is er een processie, waarvoor men zich ook aan kan melden, waarbij honderden mensen een groot, verlicht, wit kruis door de stad richting het podium dragen. Op Witte Donderdag 2011 werd de eerste Nederlandse versie gehouden op de Markt in Gouda, rechtstreeks uitgezonden op de televisiezender Nederland 3. Het bleek succesvol en sindsdien wordt er jaarlijks op Witte Donderdag een nieuwe editie gehouden, live uitgezonden op NPO 1.
De editie van 2020 zou aanvankelijk worden gehouden in Roermond, maar vanwege de coronaviruspandemie was de organisatie genoodzaakt deze editie een andere invulling te geven. Er kwam uiteindelijk een uitzending waarin hoogtepunten van de vorige edities getoond werden. Op 1 april 2021 is alsnog The Passion 2021 vanuit Roermond uitgezonden, voor het eerst in de geschiedenis van The Passion zonder publiek op het plein. Ook de editie van 2022 in Doetinchem werd zonder publiek uitgezonden. De eerste editie die weer met publiek werd uitgezonden was The Passion 2023 te Harlingen.  

### The Passion Hemelvaart
Sinds 2022 wordt The Passion niet alleen op Witte Donderdag gehouden, maar is er ook een editie, The Passion Hemelvaart, op Hemelvaartsdag.  Op die dag wordt op vergelijkbare muzikale wijze het verhaal van de Hemelvaart van Jezus verteld. Deze editie wordt door dezelfde cast uitgevoerd als The Passion op Witte Donderdag.  Tevens wordt deze editie niet live uitgezonden maar van tevoren opgenomen. Hierdoor is er ook geen publiek aanwezig. 
In 2024 werd The Passion Hemelvaart echter niet op Hemelvaartsdag, maar op de vrijdag erna uitgezonden omdat dat jaar op Hemelvaartsdag de tweede halve finale van het Eurovisiesongfestival plaatsvond. Wie de uitzending toch met Hemelvaartsdag wilde zien, kon deze op die dag streamen via NPO Start.

## Kenmerken

### Opzet
Op Witte Donderdag, drie dagen voor Pasen, wordt het evenement gehouden op een plein in het centrum van een Nederlandse stad of dorp.
Op dit plein is een podium opgebouwd waar bekende Nederlanders het paasverhaal vertellen. Dit gebeurt aan de hand van bepaalde passages uit het Bijbelse lijdensverhaal van Jezus, afgewisseld met live gezongen bekende Nederlandse popnummers. Zo is er reeds muziek gebruikt van onder anderen Marco Borsato, BLØF, Guus Meeuwis, Stef Bos, Frank Boeijen, Ramses Shaffy, De Dijk, Nick & Simon, S10 en Goldband De teksten van de popnummers krijgen voor de bezoekers en kijkers een nieuwe betekenis als ze geplaatst worden in de context van het verhaal van The Passion. Een verteller verbindt het verhaal van The Passion aan de actualiteit en aan de stad waar The Passion wordt gehouden.
Tijdens het evenement en de live televisie-uitzending draagt een groep van 40 personen om beurten een groot, wit, verlicht kruis naar het podium op het plein. Het kruis weegt meer dan 250 kilogram en is zes meter lang. Achter het kruis loopt een groep van maximaal 1.000 mensen mee in een processie. In 2020, 2021 en 2022 was er geen processie vanwege de coronapandemie die in 2020 uitbrak. In plaats daarvan bleef het verlichte kruis in 2020 in Hilversum en werd in 2021 en 2022 het verlichte kruis gedragen door een aantal personen die hiervoor werden uitgenodigd. The Passion is ook via internet te volgen via een tweede scherm op de site van het evenement. In dit scherm verschijnen de teksten van de tijdens het spektakel gezongen liederen, zodat ook de kijkers kunnen meezingen. Hier kan ook virtueel worden "meegelopen" met de processie. In 2016 kon voor het eerst ook via Twitter worden "meegelopen" met de processie. Tijdens de beelden van de processie wordt een selectie uit de ingezonden boodschappen op tv getoond. Dit virtueel "meelopen" met de processie werd in 2023 vervangen door de mogelijkheid om via de site de processie "in het licht" te zetten. De processie zelf wordt hierbij ook daadwerkelijk verlicht. Hiervoor krijgen alle deelnemers aan de processie speciale lampjes die steeds feller gaan schijnen naarmate meer kijkers hun verhaal indienen. Verder was het dat jaar voor het eerst ook mogelijk om op diverse locaties in Nederland gezamenlijk naar het evenement te kijken op een groot scherm. 
The Passion is een project van KRO-NCRV, de protestantse en rooms-katholieke kerken in Nederland en diverse non-profitorganisaties, zoals het Kansfonds, Bartimeus fonds en Verus. Mediawater is producent en eigenaar van het televisieformat. Het doel is om het lijdensverhaal van Jezus onder de aandacht te brengen en toegankelijk te maken voor een breed publiek en nieuwe generaties die het verhaal niet (meer) kennen. De Bijbelpassages die worden worden gebruikt in de dialogen zijn rechtstreeks afkomstig uit de Bijbel in Gewone Taal.

### Locatie
De gaststad wordt jaarlijks gekozen aan de hand van verschillende factoren.
- De bekendheid bij de Nederlandse bevolking. Hierbij kan een lokaal thema, dat aansluit bij het verhaal van lijden en wederopstanding, helpen. Zo werd bijvoorbeeld de editie van 2015, gehouden in Enschede, gekoppeld aan de dat jaar 15 jaar geleden vuurwerkramp en de daaropvolgende herbouw van de nieuwe woonwijk Roombeek.
- De aanwezigheid van een grote ruimte, waarin het podium wordt opgebouwd, en tussen de 8.000 en 12.000 mensen terechtkunnen. Verder is er ook een overloopterrein vereist.
- De mogelijkheden om de verschillende scènes uit het verhaal ter uitzending ervan op te nemen.
- De bereidheid van een stad om zowel op financieel als op praktisch vlak een bijdrage te leveren.[8]

Verder wordt er gekeken naar spreiding door het land. De eerste drie edities vonden alle plaats in de provincie Zuid-Holland. Met de vierde editie, die in Groningen werd gehouden, werd The Passion voor het eerst buiten de Randstad opgevoerd. Sindsdien worden de locaties geografisch gespreid door heel Nederland.
De gekozen gaststad wordt in principe in het najaar, in oktober/november, bekendgemaakt. De locatie voor The Passion 2025 werd echter niet in het najaar van 2024, maar al in de zomer, in juni, bekendgemaakt.

### Muziek
De muziek die in The Passion wordt gebruikt, zijn bestaande, Nederlandstalige nummers die qua tekst het lijdensverhaal kunnen ondersteunen. De meeste van deze nummers zijn van Nederlandse bodem, maar er zijn ook enkele Vlaamse nummers gebruikt, voornamelijk van Clouseau. Sinds 2021 worden ook buitenlandse nummers gekozen en naar het Nederlands vertaald. 
Aanvankelijk werden de nummers (nagenoeg) ongewijzigd ten gehore gebracht. In 2015 is er echter voor het eerst een mash-up van twee verschillende nummers langsgekomen, te weten Donker hart van BLØF met Laat mij in die waan van Guus Meeuwis. Na het succes van de vertaalde nummers in de editie van 2021, met onder andere een nummer 1-hit voor de Nederlandse vertaling Ik ben maar een mens naar het origineel Human van Rag'n'Bone Man, heeft producent Mediawater bekendgemaakt vertalingen van buitenlandse bekende popnummers tot een vast onderdeel van The Passion te maken.

#### Herhaalde gebruiken
In principe wordt er bij iedere editie weer een geheel nieuwe soundtrack samengesteld. Toch is er een aantal nummers meerdere keren langsgekomen. Zo is het nummer Zwart wit van de Frank Boeijen Groep tot op heden in iedere editie aanwezig geweest.
| Titel                  | Oorspronkelijke artiest | Eerste gebruik | Volgende gebruiken                                                           |
| ---------------------- | ----------------------- | -------------- | ---------------------------------------------------------------------------- |
| Zwart wit              | Frank Boeijen Groep     | 2011           | 2012, 2013, 2014, 2015, 2016, 2017, 2018, 2019, 2021, 2022, 2023, 2024, 2025 |
| Open                   | The Scene               | 2011           | 2016                                                                         |
| Ik kan het niet alleen | Marco Borsato           | 2013           | 2017                                                                         |
| De weg                 | Guus Meeuwis            | 2015           | 2021                                                                         |
| Ken je mij             | Trijntje Oosterhuis     | 2013           | 2022 (Hemelvaart)                                                            |
| Is dit nou later?      | Stef Bos                | 2012           | 2024 (Hemelvaart)                                                            |
| Hou me vast            | De Dijk                 | 2014           | 2024                                                                         |

### Lokale versies

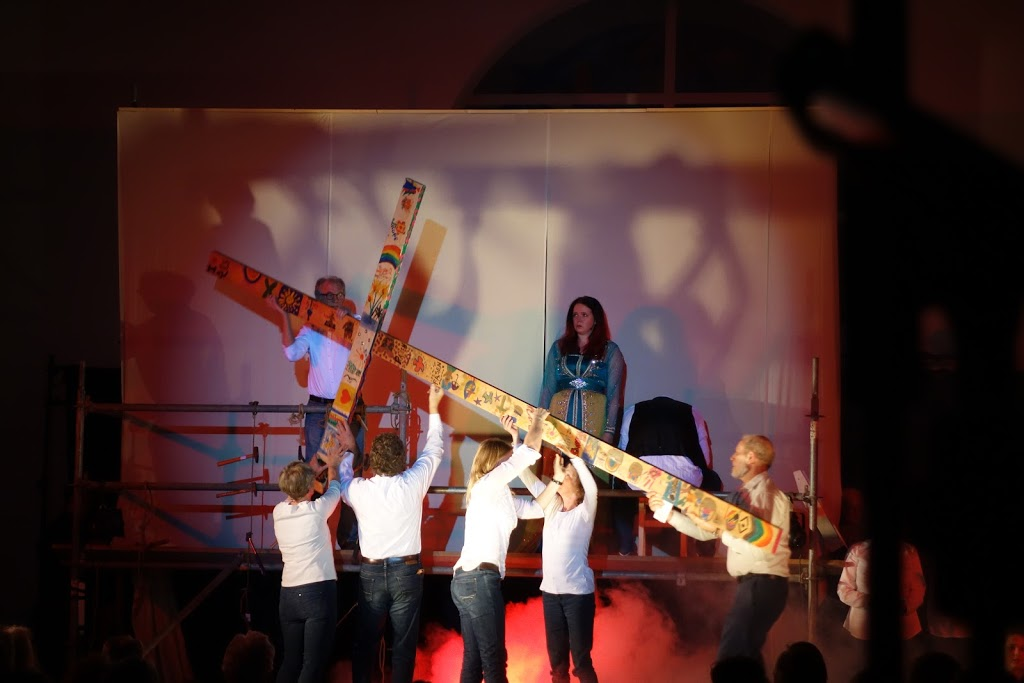
'An Other Passion' 2016 in Haarlem

In 2015 werden in Nederland diverse kleinere versies van The Passion uitgevoerd, waaronder in Katwijk en Ommen. In 2016 worden in navolging van het grote landelijke succes in meer steden uitvoeringen van The Passion gehouden, maar dan vaak in een geheel eigen versie. In Deventer werd een Passion uitgevoerd op Palmzondag en op Stille Zaterdag werd in Haarlem de voorstelling 'An Other Passion' uitgevoerd door meer dan 100 amateurzangers voor een uitverkochte zaal. Ook The Passion van Adrian Snell was op vier plaatsen te beluisteren. Vanaf 2014 organiseerde Zwijndrecht de Passion4kids, een uitvoering gespeeld en gezongen door leerlingen van de christelijke basisscholen uit Zwijndrecht. In 2017 vond in Zierikzee op Witte Donderdag ook the Passion for Kids plaats. In 2015 en 2019 was dat het geval in Baexem (Limburg). Deze edities hebben als doel geld op te halen voor lokale goede doelen. Zo kwam de opbrengst van een uitvoering te Zwijndrecht geheel ten goede aan het herstel van de kerktoren, die door de storm van 8 op 9 juni 2014 zwaar beschadigd was. 

## Internationaal
'The Passion' kreeg navolging in andere landen. Sinds 2014 wordt een Vlaamse Passie gehouden. Dit evenement vindt tweejaarlijks plaats, in de even jaren. De editie van 2020 moest echter worden afgelast vanwege de coronapandemie die dat jaar uitbrak. Deze werd, na twee keer uitstel in 2022, vervangen door een film die op 1 april 2023 werd vertoond. De opnames van de film werden gemaakt in Sint-Niklaas, waar deze editie al in 2020 zou plaatsvinden.
In 2020 zou het evenement voor het eerst in Duitsland worden gehouden, onder de naam Die Passion. Plaats van handeling zou Essen zijn. Dit evenement werd afgelast vanwege de uitbraak van SARS-CoV-2. Het evenement werd twee jaar uitgesteld en kon op 13 april 2022 alsnog plaatsvinden in Essen. De tweede editie van Die Passion heeft in 2024 in Kassel plaatsgevonden, wederom uitgezonden door RTL Duitsland en geproduceerd door Mediawater & Constantin Entertainment. 
In de Verenigde Staten vond op 20 maart 2016 de eerste Amerikaanse editie plaats in New Orleans. In 2021 is The Passion ook in licentie geproduceerd in Boedapest in Hongarije. 

## Kritiek
Op The Passion wordt ook kritiek geuit. Zo legt het evenement volgens sommige critici te veel nadruk op de kruisiging van Jezus en te weinig nadruk op de opstanding. Daarnaast zou (te) populaire muziek die niet christelijk van karakter is de betekenis van het christelijke feest ontheiligen. Andere critici hebben er bezwaar tegen dat de hoofdrolspelers veelal geen gelovige christenen zijn.

## Hoofdrollen

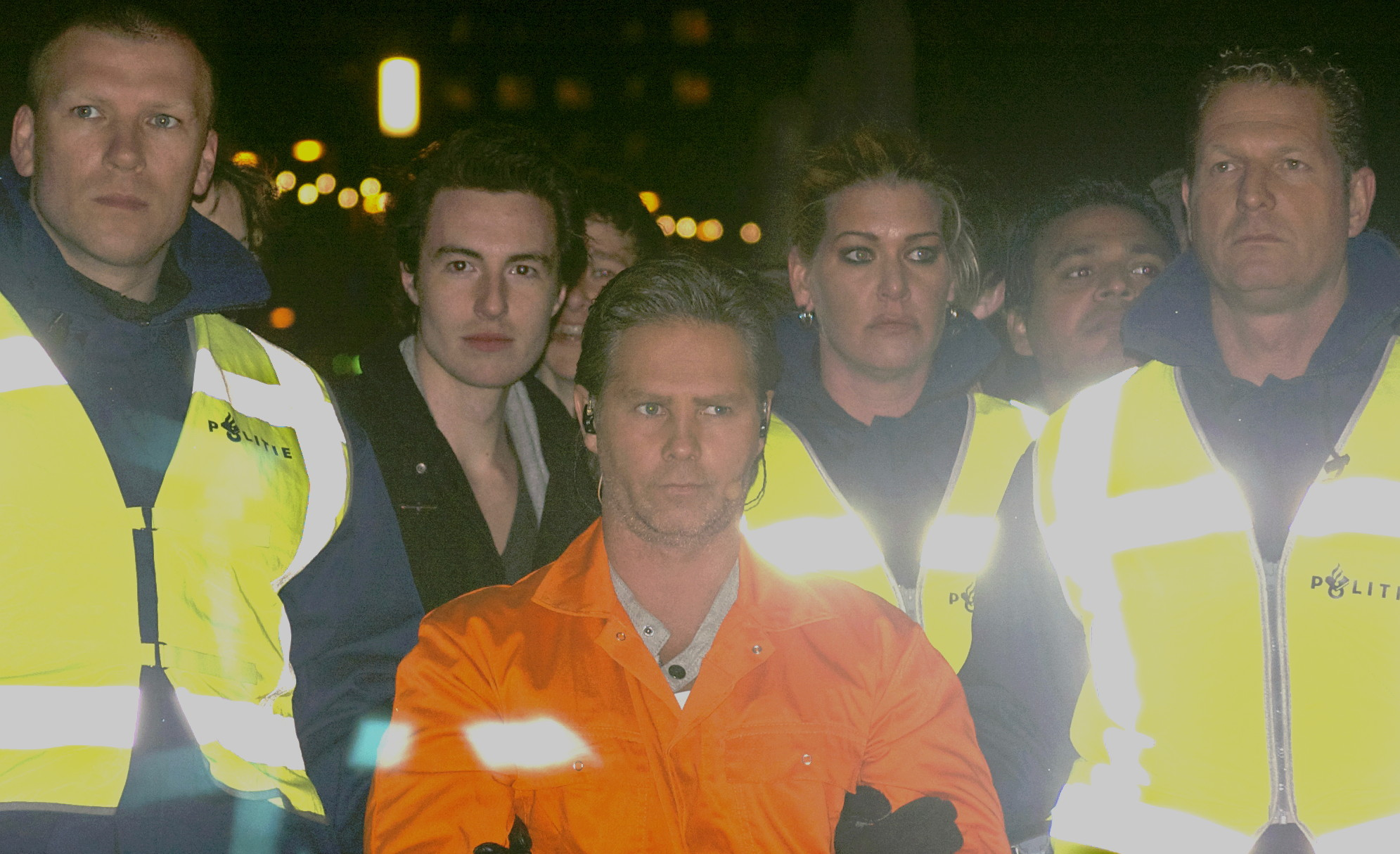
Danny de Munk vertolkte Jezus in 2012

| Editie          | Kijkcijfers | Jezus             | Maria               | Petrus               | Judas Iskariot           | Pontius Pilatus       | Maria Magdalena       | Tomas             | Verteller             | Verslaggever processie |
| --------------- | ----------- | ----------------- | ------------------- | -------------------- | ------------------------ | --------------------- | --------------------- | ----------------- | --------------------- | ---------------------- |
| Gouda 2011      | 979.000     | Syb van der Ploeg | Do                  | Thomas Berge         | Frank Lammers            | Wilbert Gieske        | n.v.t.                | n.v.t.            | Erik Dijkstra         | Hanna Verboom          |
| Rotterdam 2012  | 1,7 miljoen | Danny de Munk     | Berget Lewis        | Frans Bauer          | Charly Luske             | Henk Poort            | n.v.t.                | n.v.t.            | Philip Freriks        | Antoinette Hertsenberg |
| Den Haag 2013   | 2,3 miljoen | René van Kooten   | Anita Meyer         | Jim Bakkum           | Daniël Boissevain        | Tom Jansen            | n.v.t.                | n.v.t.            | Jörgen Raymann        | Renate Verbaan         |
| Groningen 2014  | 3,2 miljoen | Jan Dulles        | Simone Kleinsma     | Stanley Burleson     | Jamai Loman              | Jack van Gelder       | n.v.t.                | n.v.t.            | Beau van Erven Dorens | Lieke van Lexmond      |
| Enschede 2015   | 3,6 miljoen | Jim de Groot      | Shirma Rouse        | Jeroen van der Boom  | Jeroen van Koningsbrugge | Jon van Eerd          | n.v.t.                | n.v.t.            | Robert ten Brink      | Bridget Maasland       |
| Amersfoort 2016 | 3,2 miljoen | Martijn Fischer   | Ellen ten Damme     | Mark van Eeuwen      | Xander de Buisonjé       | Howard Komproe        | n.v.t.                | n.v.t.            | Lenette van Dongen    | Sofie van den Enk      |
| Leeuwarden 2017 | 3,1 miljoen | Dwight Dissels    | Elske DeWall        | Omri Tindal          | Roel van Velzen          | Johnny Kraaijkamp jr. | n.v.t.                | n.v.t.            | Remco Veldhuis        | Kefah Allush           |
| Amsterdam 2018  | 3,2 miljoen | Tommie Christiaan | Glennis Grace       | Brainpower           | Jeangu Macrooy           | Arjan Ederveen        | n.v.t.                | n.v.t.            | Noraly Beyer          | Bert van Leeuwen       |
| Dordrecht 2019  | 2,4 miljoen | Edwin Jonker      | Edsilia Rombley     | Paul Sinha           | Lucas Hamming            | Porgy Franssen        | n.v.t.                | n.v.t.            | Martijn Krabbé        | Klaas van Kruistum     |
| Hilversum 2020  | 2,8 miljoen | n.v.t.            | n.v.t.              | n.v.t.               | n.v.t.                   | n.v.t.                | n.v.t.                | n.v.t.            | Johnny de Mol         | Anne-Mar Zwart         |
| Roermond 2021   | 2,6 miljoen | Freek Bartels     | Trijntje Oosterhuis | Leo Alkemade         | Rob Dekay                | Tygo Gernandt         | n.v.t.                | n.v.t.            | Humberto Tan          | Anita Witzier          |
| Doetinchem 2022 | 2,2 miljoen | Soy Kroon         | Noortje Herlaar     | Thomas Cammaert      | Dennis Weening           | Sabri Saad El Hamus   | Kim-Lian van der Meij | Juneoer Mers      | Ruud de Wild          | Sosha Duysker          |
| Harlingen 2023  | 2,5 miljoen | Sinan Eroglu      | Marlijn Weerdenburg | Ferdi Stofmeel       | Buddy Vedder             | Dragan Bakema         | Bertrie Wierenga      | n.v.t.            | Thomas van Luyn       | Anita Witzier          |
| Zeist 2024      | 2,4 miljoen | William Spaaij    | Angela Schijf       | Matteo van der Grijn | Keizer                   | Victor Löw            | Gaia Aikman           | Robbert Rodenburg | Kluun                 | Anita Witzier          |
| Terneuzen 2025  | 2,2 miljoen | Dorian Bindels    | Eva Simons          | Défano Holwijn       | Eddy Zoëy                | Richard Groenendijk   | Vajèn van den Bosch   | Guido Spek        | Wendy van Dijk        | Anita Witzier          |